# Findlay Brown
Findlay Brown er en britisk sanger. Han er bedst kendt for singlen "Come Home", som blandt andet er blevet anvendt i en reklame for MasterCard.